# Fiat Uno
Ne doit pas être confondu avec Fiat Mille.
 (février 2024).
Si vous disposez d'ouvrages ou d'articles de référence ou si vous connaissez des sites web de qualité traitant du thème abordé ici, merci de compléter l'article en donnant les références utiles à sa vérifiabilité et en les liant à la section « Notes et références ».
La Fiat Uno est un modèle automobile du constructeur italien Fiat, fabriqué en Italie entre 1983 et 1997, mais aussi dans beaucoup d'autres pays étrangers, comme le Brésil où elle a été produite jusqu'en fin d'année 2013, sous l'appellation Fiat Mille.
Voiture révolutionnaire à bien des égards, elle utilisait de la fibre optique pour l'éclairage des satellites de son tableau de bord, elle a marqué son époque. Elle a remporté le Trophée européen de la voiture de l'année en 1984, douze ans après la Fiat 127 qu'elle remplace.

## Histoire de la Fiat Uno
Après un investissement de plus de 700 millions de dollars et des millions de kilomètres d'essais et tests effectués avec les premiers prototypes sous toutes les latitudes, le nouveau projet 146 de Fiat Auto était fin prêt. Sa fabrication a été assurée par l'usine géante de Mirafiori près de Turin.

### Première série (1983-1989)

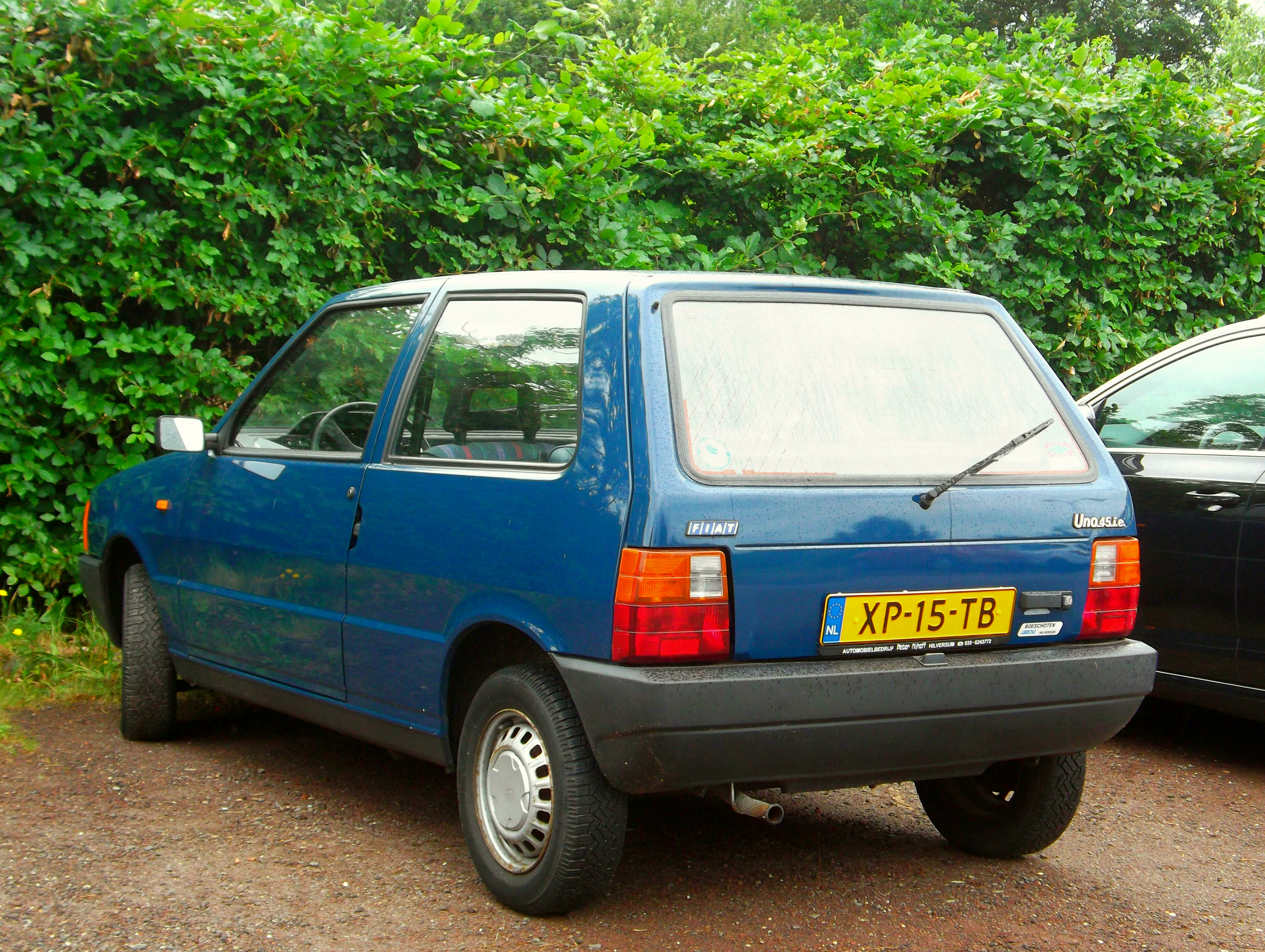
Fiat Uno 1re série

- 1983 : début janvier à Cap Canaveral, Fiat présente sa nouvelle voiture[2] : la Fiat Uno qui remplace la Fiat 127. Disponible immédiatement en deux versions de carrosserie, 3 et 5 portes, elle était équipée de trois motorisations essence de 903 cm3 de 45 ch (le seul à arbre à cames latéral), 1 116 cm3 de 55 ch et un 1 301 cm3 développant 70 ch, dans un premier temps. Peu après vient se rajouter un moteur diesel de 1 301 cm3 de 45 ch à 5 000 tr/min. Si les boîtes sont manuelles, à 4 ou 5 vitesses, une unité automatique à variation continue apparaît rapidement. Seulement, elle n'est vendue qu'à titre expérimental à une clientèle triée sur le volet. Ainsi gréée, la Uno s'appelait Uno-Matic, et pouvait recevoir soit le moteur 1116 soit le 1301. La version définitive, la Selecta, ne sera révélée qu'en 1987 avec le 1116. Côté châssis, la Uno se dote à l'avant de jambes McPherson associées à des bras en L et à l'arrière d'un essieu de torsion. Classiquement, les freins sont à disques à l'avant et tambours à l'arrière.

Sa carrosserie cubique (signée Giugiaro) est la transposition sur une petite polyvalente du thème du prototype Lancia Megagamma présenté par Giugiaro (ou Italdesign) en 1978. Elle offre un bon Cx (0,34, pour 0,61 de Scx), une très bonne visibilité et surtout une habitabilité record. Fiat a exploité la hauteur, préfigurant l'ère des minispaces, façon Renault Modus ou Ford Fusion 20 ans plus tard.
Le tableau de bord aux formes douces bénéficie d'une ergonomie très poussée, se traduisant par l'installation de satellites de commandes, de sièges à glissières inclinées et d'un cendrier coulissant, emprunté à la Panda.
La presse loue son habitabilité remarquable, son insonorisation et ses bonnes performances (sauf en diesel), sa faible consommation, ses qualités routières, son équipement ainsi que son prix mesuré mais déplore sa suspension ferme, sa boîte peu agréable, son freinage pas assez puissant et son essuie-glace monobranche.
- 1984 : elle est élue Voiture européenne de l'année, devant la Peugeot 205.

Très tôt, son éclatant succès commercial oblige le constructeur Fiat à augmenter fortement ses capacités de fabrication qui atteignent rapidement les 3800 véhicules par jour. Les deux usines de Mirafiori et de Rivalta furent sérieusement mises à contribution durant de nombreuses années et équipées d'un nombre considérable de robots Fiat Comau dans les ateliers d'assemblage et de peinture.
La fabrication de la Fiat Uno démarre également dans les usines Fiat Concord en Argentine et Fiat Automoveïs au Brésil. Elle diffère du modèle italien par son capot enveloppant et sa suspension arrière indépendante à ressort à lames transversales (principe repris de la 127). Les moteurs sont aussi spécifiques au marché sud-américain.
- 1985 : elle se dote d'une nouvelle génération de moteurs inaugurée par l'Autobianchi Y10 en 1984 : le FIRE. Moteur entièrement nouveau et de conception très moderne permettant un rendement en net progrès et des consommations sans comparaison avec la concurrence. Fiat présente également la version Uno Turbo IE avec un moteur de 105 ch dopé par un turbo IHI, une injection électronique jetronic accouplée à un allumage électronique microplex, un radiateur d'huile et des disques de freins à l'arrière.

Le moteur s'est vu équipé de sièges de soupapes refroidis au sodium, solution jusque-là réservée aux voitures de sport.
Le reste de la gamme bénéficie d'améliorations : nouvelles garnitures intérieures, système électrique et anticorrosion améliorés, adoption d'un allumage électronique Magneti Marelli sur les 1 116 cm3 (qui passent à 58 ch) et 1 301 cm3. La luxueuse SX disparaît au profit d'une SL, disponible en versions 60 et 70 ch.
Cette même année, la barrière du million de Fiat Uno fabriquées en Italie est atteinte, le cap des 2 000 000 est rejoint l'année suivante, les 3 000 000 en 1988.
- 1986 : une nouvelle motorisation diesel est intégrée, une version turbo compressé de 1 367 cm3 avec un échangeur d'air et un turbo Garret T2 soufflant à 0,69 bar à l'admission. Ce groupe développe 72 ch à 4 800 tr/min. Sportive parmi les diesel, la Turbo D reçoit une finition proche de la "Turbo IE" à essence avec un tableau de bord complet, un volant en cuir, des équipements luxueux dont les vitres électriques. Au mois de septembre 1986, les montages sont unifiés, le 1 697 cm3 des Fiat Ritmo intègre le compartiment moteur de la Uno. Plus puissant que le 1 301 cm3 (60 ch contre 45) et offrant plus de couple, il est néanmoins bruyant. Il s'épanouit totalement dans cette voiture et le 1 301 cm3 disparaît rapidement de la gamme.

Fin 1986, la 70 SX revient en France, avec tableau de bord électronique et plip, et remplace la 70 SL.
- 1987 : la Uno Selecta est lancée. Dotée du 1 116 cm3, elle reçoit une transmission automatique à variation continue, développée avec Van Doorne et fabriquée dans un premier temps chez ce fournisseur néerlandais. Elle est également utilisée par la Ford Fiestamatic.

- 1988 : la Fiat Uno est fabriquée en Amérique du Sud dans les usines Fiat d'Argentine et du Brésil depuis 1984, mais le marché local préfère les voitures avec coffre et les bureaux d'études Fiat locaux dessinent la Fiat Duna dérivée de la Uno. Ce modèle sera exporté en Europe, en Italie notamment, mais ne connaitra pas un grand succès, la mode n'étant plus à ce type de carrosserie. Mais la Fiat Duna fut un grand succès commercial là-bas. Plus de 260 000 exemplaires furent vendus en Argentine. Apparaît également le dérivé utilitaire de la Uno, le Fiorino, sur la base de la version brésilienne.

### Seconde série (1989-1995)

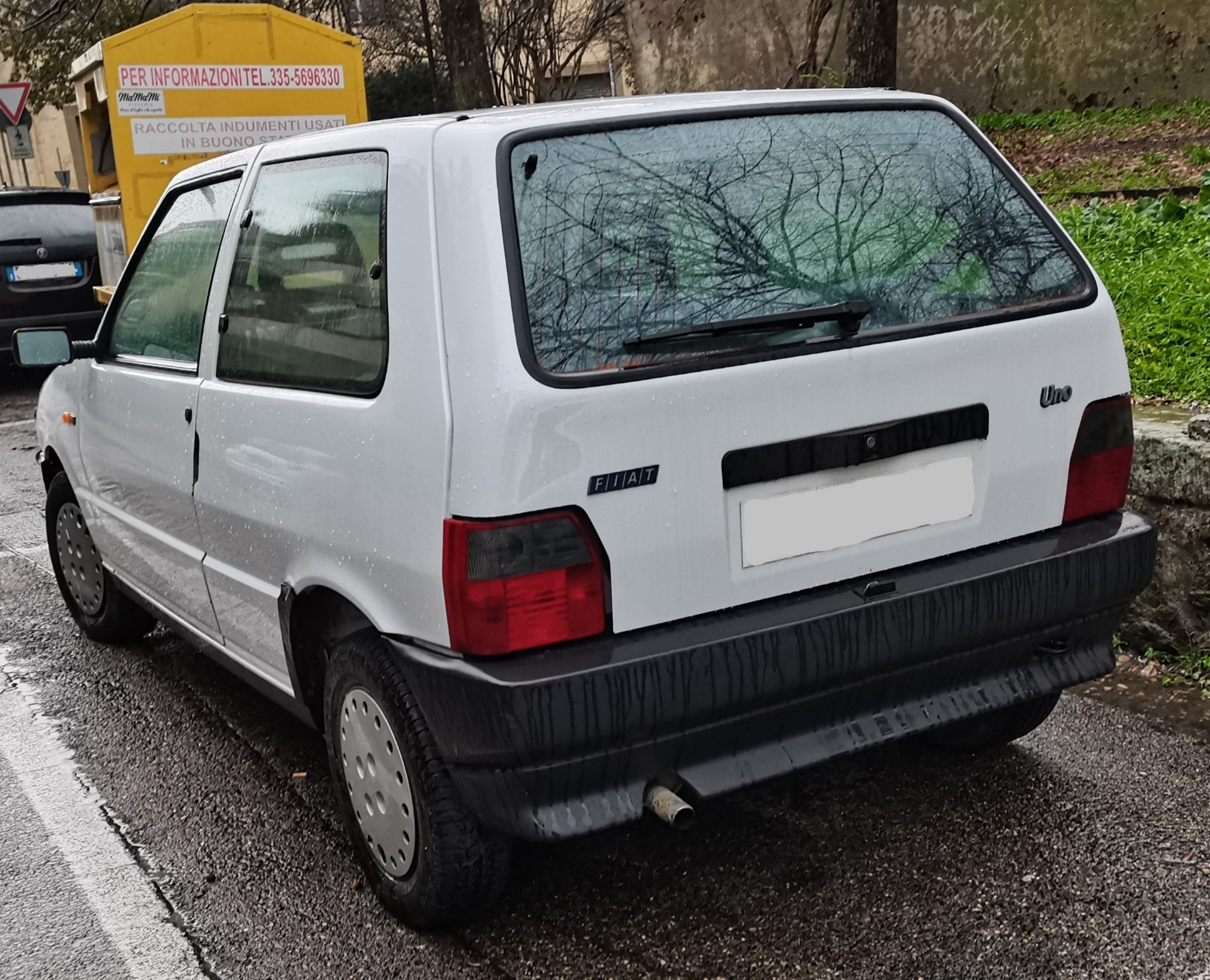
Fiat Uno 2e série

- 1989 : la seconde série est présentée. Bénéficiant d'un profond restyling inspiré de la Fiat Tipo[3], la Uno sera proposée avec neuf moteurs différents (six à essence et trois diesel), en berline 3 et 5 portes. L'offre mécanique évolue. Si le 1.0 Fire, le 1.5 ie et le 1.7 diesel et 1.4 TD sont reconduits, le 1116 de 58 ch est remplacé par un nouveau 1108 de 56 ch (excepté sur la Selecta 3 portes), le 1301 de 65 ch par un 1372 de 72 ch (qui équipera les S ie, SX ie et Selecta ie), ou 118 ch dans la sulfureuse Turbo ie. À noter que les versions 1.4, 1.5 et TD reçoivent, ce qui est une nouveauté, une barre antiroulis avant, à l'instar de la Turbo ie ainsi qu'une boîte de vitesses manuelle dérivant de celle de la Tipo.

- 1994 : une ligne de fabrication de la Fiat Uno est installée en Pologne où elle sera construite, à près de 200 000 exemplaires, jusqu'en 2001. Le modèle sera commercialisé dans les pays de l'Est, mais aussi en Italie, où elle connaîtra une seconde carrière sous le nom de Innocenti Mille Clip, jusqu'en 1997.

- 1995 : la fabrication de la Fiat Uno s'arrête en Italie où elle est définitivement remplacée par la Fiat Punto[3]. Au total, elle aura été fabriquée à plus de 10 millions d'exemplaires, dont 6 032 911 en Italie, 3 957 336 au Brésil, 173 382 en Pologne et 179 767 en Argentine pour ne citer que les pays où elle a été le plus produite.

### Essence
| Moteur                 | Architecture         | Cylindrée (cm3) | Soupapes | Puissance (ch)     | Couple (N m)       | Périodes de production |
| 1.0 - 45               | 4 cylindres en ligne | 903             | 8        | 45 à 5 600 tr/min  | 67 à 3 000 tr/min  | 1984–1988              |
| 1.1 - 55               | 4 cylindres en ligne | 1116            | 8        | 55 à 5 600 tr/min  | 86 à 2 900 tr/min  | 1984–1985              |
| 1.3 70 S/SX            | 4 cylindres en ligne | 1301            | 8        | 68 à 5 700 tr/min  | 100 à 2 900 tr/min | 1984–1985              |
| 1.1 60 S/Family        | 4 cylindres en ligne | 1116            | 8        | 58 à 5 700 tr/min  | 87 à 3 000 tr/min  | 1985–1990              |
| 1.0 45 Fire            | 4 cylindres en ligne | 999             | 8        | 45 à 5 000 tr/min  | 80 à 2 750 tr/min  | 1985–1990              |
| 1.1 60 SX              | 4 cylindres en ligne | 1108            | 8        | 57 à 5 500 tr/min  | 89 à 3 000 tr/min  | 1985–1990              |
| 1.3 Turbo i.e.         | 4 cylindres en ligne | 1301            | 8        | 105 à 5 750 tr/min | 146 à 3 200 tr/min | 1985-1991              |
| 1.3 70 SX/SL           | 4 cylindres en ligne | 1301            | 8        | 65 à 5 600 tr/min  | 100 à 3 000 tr/min | 1985–1990              |
| 1.0 45 i.e./i.e. Start | 4 cylindres en ligne | 999             | 8        | 45 à 5 250 tr/min  | 74 à 3 250 tr/min  | 1990–1994              |
| 1.4 70 SX i.e.         | 4 cylindres en ligne | 1372            | 8        | 70                 | 106 à 3 000 tr/min | 1990-1993              |
| 1.5 75 S i.e. CAT      | 4 cylindres en ligne | 1498            | 8        | 75 à 5 500 tr/min  | 125 à 2 800 tr/min | 1987-1993              |
| 1.1 50 i.e.            | 4 cylindres en ligne | 1108            | 8        | 50 à 5 250 tr/min  | 84 à 3 000 tr/min  | 1991-1994              |
| 1.4 Turbo i.e.         | 4 cylindres en ligne | 1372            | 8        | 118 à 6 000 tr/min | 161 à 3 500 tr/min | 1991-1994              |

## La Fiat Uno dans le monde
Fabriquée à 6 272 796 exemplaires dans les usines italiennes jusqu'en 1995, elle a été construite également dans de très nombreux pays :
- Argentine : Fiat Uno CS, sous la même forme qu'au Brésil, avec le capot moteur qui couvrait les ailes, à la manière des Fiat 127, 179 767 exemplaires construits par Fiat Concord.
- Brésil : la Fiat Uno CS est un énorme succès dans ce pays où elle a été fabriquée jusqu'en décembre 2013 sous le nom de Fiat Mille. 1 713 061 Fiat Uno de la première génération ont été produites par Fiat Automoveïs avant 2004. Au total, 4 379 356 exemplaires ont été construits[4] !
- Pologne : construite entre 1994 et 2000, elle a été fabriquée à 188 382 exemplaires, notamment sous la marque Innocenti pour l'Italie.
- Pakistan : la Fiat Uno a longtemps été assemblée en CKD dans ce pays.
- Inde : la Fiat Uno marque le grand retour de Fiat en Inde. En mars 1996, Fiat signe un accord avec PAL pour l'importation de kits CKD et SKD et l'assemblage de la Fiat Uno. Lancée sur le marché intérieur en juin 1996, le constructeur a enregistré 30 000 réservations en moins de 3 mois. Toutefois, en juin 1996, juste au moment où la production avait atteint la cadence normale, le syndicat ouvrier de l'usine de Kurla a décrété une grève dure avec lock-out. Le meneur était le chef syndical militant Datta Samant. La grève pris fin ainsi que le lock-out en novembre 1996, après que la majorité des ouvriers ont repris le travail et remplacé leur responsable syndical. En conséquence, la production a beaucoup souffert et l'entreprise n'a pas pu livrer les véhicules commandés dans les délais prévus - seulement 617 voitures ont été livrées à la fin de l'année 1996. La non-livraison des véhicules a engendré l'annulation de plus de trois-quarts des commandes. Fiat India sera alors constituée après le rachat de son ancien associé indien Premier qui construisait les très anciennes Fiat 1100 Padmini depuis 1954.
- Maroc[5], elle a été le plus grand succès du constructeur marocain SOMACA qui a assemblé sous licence Fiat certains modèles de la gamme jusqu'en 2004, date à laquelle il a été privatisé.
- Turquie : la filiale de Fiat en Turquie, Tofaş, a construit la Fiat Uno et a exporté en CKD les composants pour être assemblés en Égypte.
- Afrique du Sud : Fiat s'était retiré du pays pour cause d'apartheid mais vu la très forte demande locale, Nissan a acquis la licence pour construire la Fiat Uno localement. Ce contrat a pris fin en 2008, mais la Fiat Uno CS, identique à la version brésilienne y a été produite à plus de 110 000 exemplaires et a été, ensuite, importée directement du Brésil.
- Yougoslavie : le modèle a été produit, sous licence Fiat, dans l'usine Zastava de Kragujevac de 1988 à 1994. Il a été commercialisé sous le nom de Yugo Uno 45R.

Fiat a confirmé que le cap des 8 500 000 d'exemplaires fabriqués avait été franchi au début de l'année 2006, au même moment il annonçait que le cap des 6 000 000 de Fiat Punto avait aussi été dépassé. Cela fait de la Fiat UNO la quatrième voiture la plus produite de tous les temps, détrônant la Renault 4, (les trois premières étant la Volkswagen Coccinelle, la VAZ-2101 « Jigouli », dérivant de la... Fiat 124, et la Ford T).

## Modèles dérivés

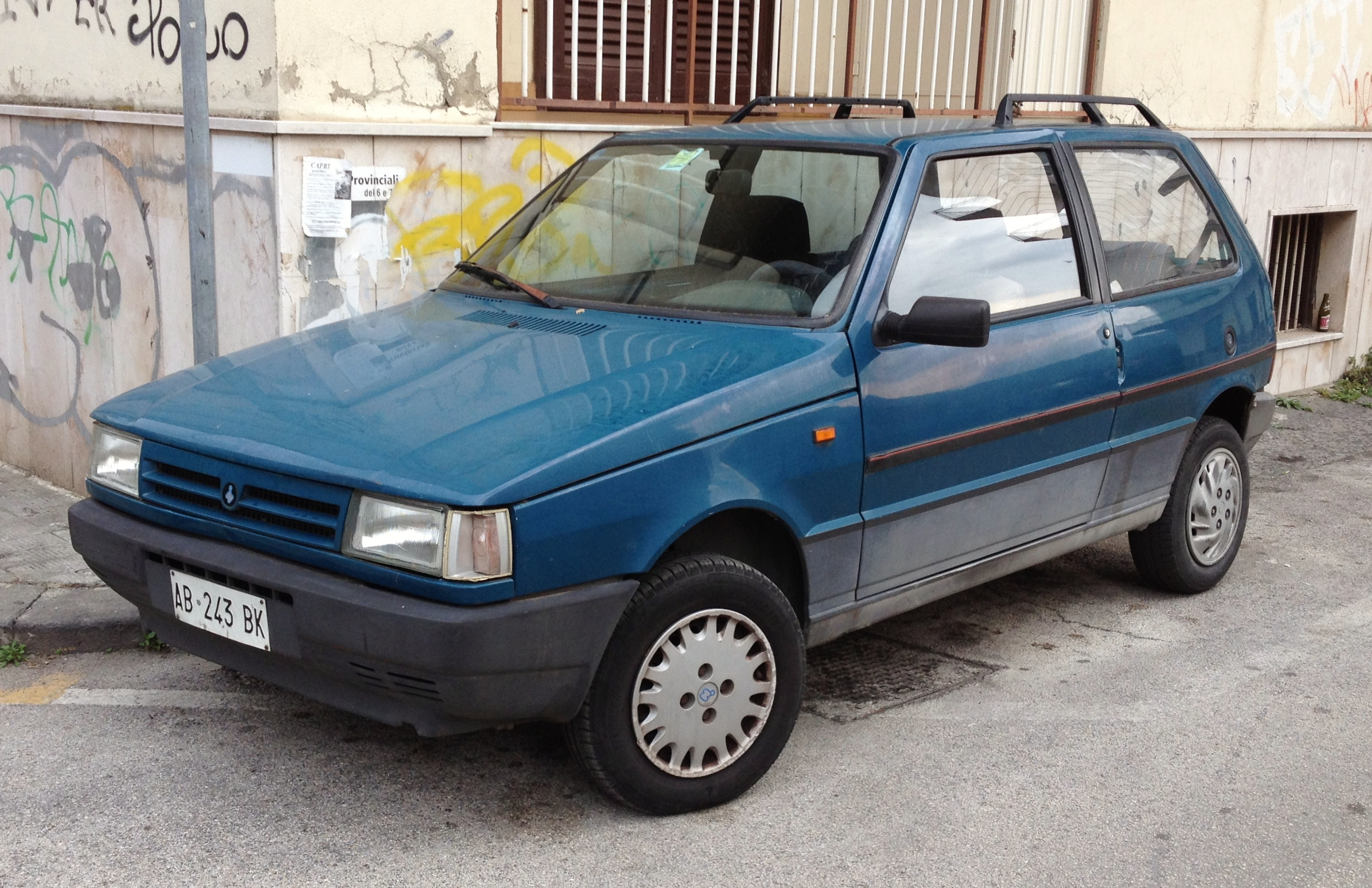
Innocenti Mille

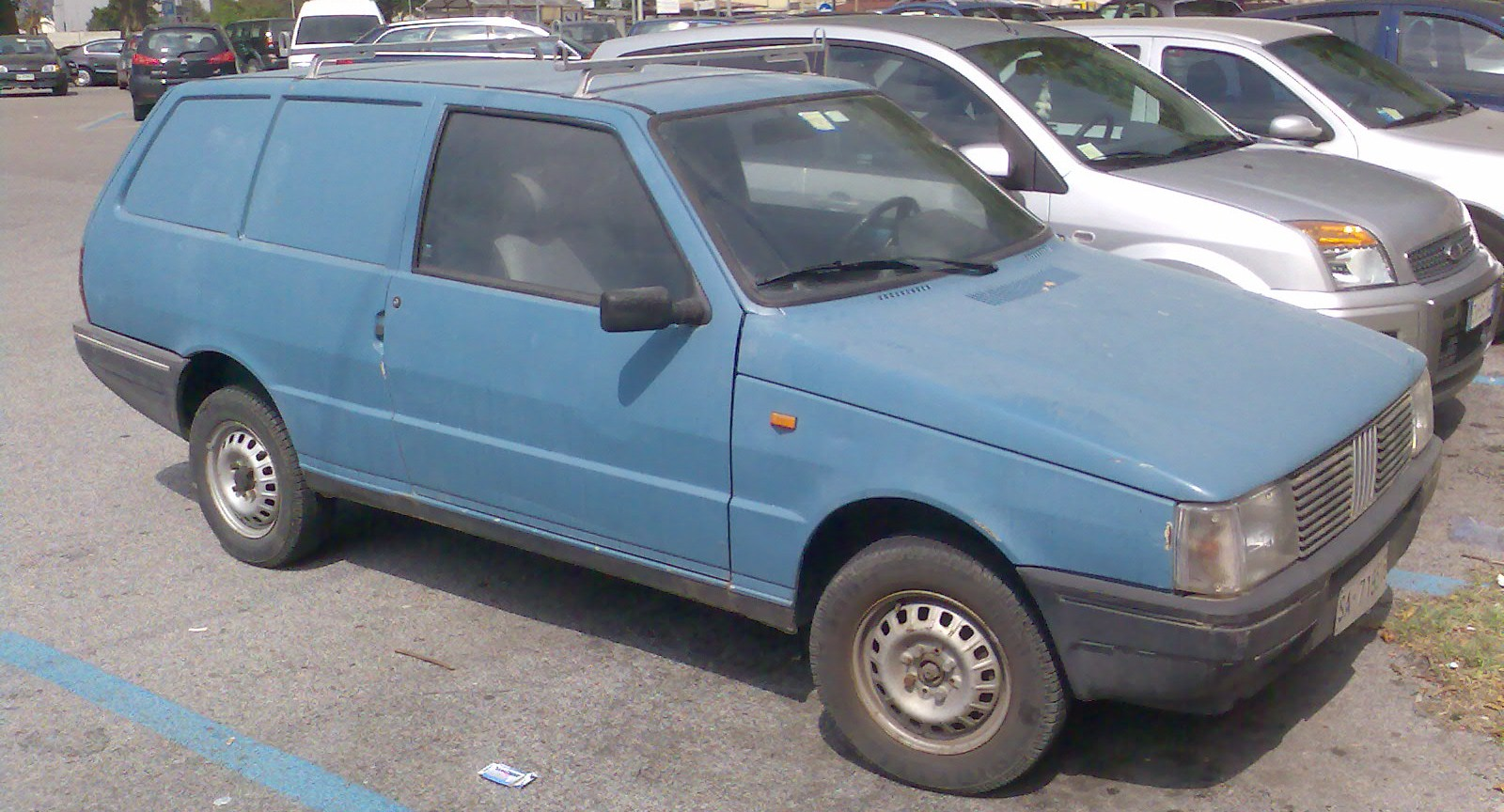
Fiat Penny

La Fiat Uno a été disponible en plusieurs versions :
- berline à hayon, 3 et 5 portes,
- Fiorino, fourgonnette construite au Brésil, en Turquie et au Pakistan,
- Van, version tôlée de la Uno 3 portes, réservée quasiment au marché italien,
- Penny (ou Citivan en Grande-Bretagne et Australie), version commerciale tôlée de la Fiat Duna SW, 1,5 m3 et 400 kg de charge utile,
- cabriolet, carrossé par Bertone.
- Fiat Duna, berline classique 2 et 4 portes avec coffre séparé, construite au Brésil et en Argentine jusqu'en décembre 2000,
- Innocenti Mille, version brésilienne de la Fiat Uno, vendue en Italie, avec un capot et une face avant différente de la Fiat Uno d'origine.
- Innocenti Elba, version break commercialisée en Italie, issue de la version brésilienne importée.
- Innocenti Mille Clip, version polonaise de la Fiat Uno seconde série, vendue en Italie.

## La nouvelle Fiat Uno

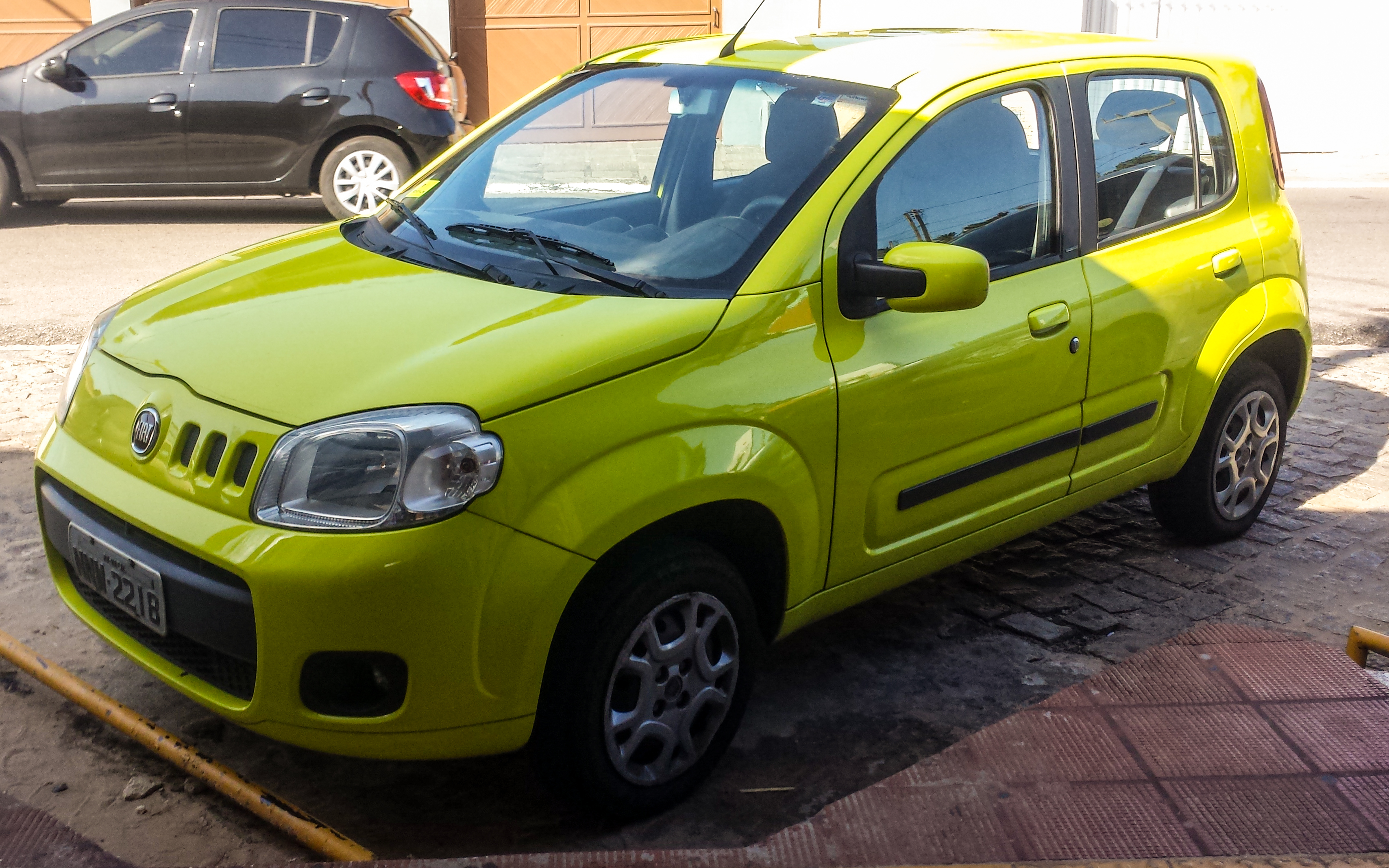
La nouvelle Fiat Uno brésilienne lancée en 2010

Fiat a lancé au Brésil le 5 mai 2010 une nouvelle voiture qui a progressivement remplacé l'ancienne Fiat Uno brésilienne, rebaptisée Fiat Mille en 1990.
L'aspect plus actuel de ce nouveau modèle inspirera celui de la Fiat Panda III lancée en 2012.